# 雅羅非洲脂鯉
雅羅非洲脂鯉為輻鰭魚綱脂鯉目脂鯉亞目鮭脂鯉科的其中一種，為熱帶淡水魚，分布於非洲伏塔河、尼日河、塞內加爾河、甘比亞河等流域，體長可達12公分，棲息在底中層水域，生活習性不明。